# 张鹏飞 (军人)
张鹏飞（？—1948年），湖南湘潭县人，民间抗日英雄。
原居湘潭城区窑湾，后迁郭家桥乡新虑村。幼年做提篮小买卖，读过两年小学即辍学帮工，性格刚烈，喜舞棍弄刀，练就一身武艺，善走，人称“飞毛腿”。民国二十二年（1933年），张鹏飞入何键部，作到连长，因不满国民党的抗日政策，民国二十九年（1940年）离队返乡，组织抗日游击队。由40多人，20多枝枪组成，后队伍发展到200多人枪，编为2个中队又2个分队，于郭家桥呤江坝一带打击日军，称为“张鹏飞游击队”。
该游击队收获最大的一次战役是“石门岭歼灭战”。1945年6月中旬，日军一个小队20余人准备到湘潭县拗柴月塘冲掳掠，进入飞部在通往月塘冲的石门岭（今中路铺镇柱塘乡境）设的伏击圈，顷刻全被击毙。共缴获三八式步枪18枝，轻机枪1挺。他也和共产党合作，他的队伍中就有不少共产党员。1945年8月，王震三五九旅南下支队（八路军南下支队）经湘潭，将“张鹏飞游击队”和另一支民间抗日武装“马扬德游击队”组编成“湘粤赣人民抗日自卫军”，二人均为队长。
抗战胜利后，他的游击队被七十三军强迫缴械、收编。民国三十七年1月（1948年）“湘潭县武工队”成立，中共党员11人，积极分子2人，旧飞部5人，共18人，队长张鹏飞，政委胡佑生。1月22日“银坡起义”。7月21日，张鹏飞被捕，被长沙警备司令部杀害于南门外小林子冲，其首示众各地。10月中共湘潭县工委追认张鹏飞为中共党员。